# Pero mathilda
Pero mathilda är en fjärilsart som beskrevs av Butler 1881. Pero mathilda ingår i släktet Pero och familjen mätare. Inga underarter finns listade i Catalogue of Life.